# HD 95456
HD 95456，又名CD-31 8696，SAO 201998、HR 4298，是一颗恒星，视星等为6.07，位于銀經277.02，銀緯25.4，其B1900.0坐标为赤經10h 55m 55.9s，赤緯-31° 25.4′ 20″。